# 토마스 C. 행크스
토마스 C. 행크스(Thomas C. Hanks)는 미국의 지진학자이다. 미국 캘리포니아주 멘로파크의 미국 지질조사국(USGS)에 근무하고 있다. 행크스는 미국 지진학회(SSA), 미국 지구물리학 연합(AGU), 미국 지진공학 연구기관(EERI), 미국 지질학회(GSA). 스탠포드 반도지질학회, 기타 수많은 지질학회에 속해 있다. 행크스는 거대지진의 지진학과 지각의 지형학에 대한 수십 편의 논문을 저술하였다.
1979년에는 행크스와 가나모리 히로오가 지진 규모 단위의 일종인 모멘트 규모를 개발하였다. 행크스는 가나모리가 만든 모멘트 규모 공식이 1973년 대처와 행크스가 언급했던 국지 규모 ML과 지진 모멘트 M0과의 관계와 아주 유사하다고 언급하며 가나모리 규모를 개정하며 모멘트 규모를 만들어냈다. 이를 통해 규모가 매우 큰 거대지진이나 초거대지진에서도 쉽게 포화되지 않아 정확한 규모값을 알아낼 수 있는 척도를 만들어냈다.
행크스는 1966년 프린스턴 대학교에서 학사 학위를 졸업하였으며, "화성의 전열 실험의 의미"라는 제목의 졸업논문을 작성하였다. 1972년에는 캘리포니아 공과대학교에서 "진원 매개변수의 결정과 해석에 대한 기여"라는 논문으로 박사 학위를 취득하였다.